# Eugen Goldstein
Eugen Goldstein (5 tháng 9 năm 1850 - 25 tháng 12 năm 1930) là một nhà vật lý Đức. Ông là một nhà điều tra ban đầu của ống xả, người phát hiện ra tia dương cực, và đôi khi được cho là phát hiện ra proton.

## Tiểu sử
Goldstein sinh năm 1850 tại Gleiwitz Thượng Silesia, nay được gọi là Gliwice, Ba Lan. Ông học tại Breslau và sau đó, dưới thời Helmholtz, ở Berlin. Goldstein làm việc tại Đài quan sát Berlin từ 1878 đến 1890, nhưng đã dành phần lớn sự nghiệp của mình tại Đài quan sát Potsdam, nơi ông trở thành người đứng đầu bộ phận thiên văn học vào năm 1927. Ông mất năm 1930 và được chôn tại nghĩa trang Weißensee ở Berlin.

## Công tác
Vào giữa thế kỷ 19, Julius Plücker quan sát ánh sáng phát ra trong ống rút khí (ống Crookes) và ảnh hưởng của từ trường lên sự phát sáng. Sau đó, vào năm 1869, Johann Wilhelm Hittorf nghiên cứu ống rút khí bằng tia năng lượng kéo dài từ điện cực âm, cực âm. Những tia này tạo ra một sự huỳnh quang khi chúng chạm vào những bức tường bằng thủy tinh của ống, và khi bị gián đoạn bởi một vật thể rắn, chúng sẽ đúc một cái bóng.